# Ambovombe-Androy
Ambovombe-Androy (sau Ambovombe)  este un oraș  în  partea central-sudică a Madagascarului. Este reședința regiunii Androy.